# Кемба
Ке́мба (эст. Kemba) — деревня на севере Эстонии в волости Куусалу уезда Харьюмаа.

## География и описание
Расположена в 44 км к востоку от Таллина. Высота над уровнем моря — 60 метров.
Климат умеренный. Официальный язык — эстонский. Почтовый индекс — 74708.
На территории находится озеро Кемба (площадь 0,9 га).

## Население
По данным переписи населения 2021 года, в Кемба проживали 38 человек, все — эстонцы.
Численность населения деревни Кемба по данным переписей населения:
| Год  | 1959 | 1970 | 1979 | 1989 | 2000 | 2011 | 2021 |
| ---- | ---- | ---- | ---- | ---- | ---- | ---- | ---- |
| Чел. | 65   | ↘ 42 | ↗ 51 | ↗ 59 | ↘ 52 | ↘ 47 | ↘ 38 |

## История
В письменных источниках 1592 года упоминается Kempe Andresz (личное имя), 1694 года — Kempa (хутор), Kiempa Hans (личное имя), 1699 года — Kiemba, 1798 года — Kemba (скотоводческая мыза). 
В конце XVII века владелец мызы Кёнда (нем. Könda, Кынну, эст. Kõnnu mõis) взял себе хутор Кемба в качестве скотоводческой мызы. В 1920-х годах, после земельной реформы на землях бывшей мызы было основано несколько хуторов. Первоначально входившая в состав поселения Кынну Кемба стала самостоятельной деревней в 1930-х годах. 

## Комментарии
1. ↑  Эстонские топонимы, оканчивающиеся на -а, не склоняются и не имеют женского рода (исключение — Нарва)[9].